# Stephen Schilling
Stephen Dana Schilling (Bellevue, 21 luglio 1988) è un ex giocatore di football americano statunitense che ha militato nel ruolo di offensive guard nella National Football League. Fu scelto nel corso del sesto giro (201º assoluto) del Draft NFL 2011 dai San Diego Chargers. Al college ha giocato a football alla Michigan University.

## Carriera professionistica

### San Diego Chargers
Schilling fu scelto nel corso del sesto giro del Draft 2011 dai San Diego Chargers. Nella sua stagione da rookie disputò 9 partite, 2 delle quali come titolare. Nelle due stagioni successive, scese in campo complessivamente 9 volte e mai come titolare.

### Seattle Seahawks
Il 20 marzo 2014, Schilling firmò coi Seattle Seahawks con cui disputò l'ultima stagione da professionista.

## Palmarès

### Franchigia
- National Football Conference Championship: 1

Seattle Seahawks: 2014

## Statistiche
| Partite totali | 26 |
| Partite totali | 5  |